# Piskorzów (powiat oławski)
Piskorzów (niem. Gross Peiskerau) – wieś w Polsce położona w województwie dolnośląskim, w powiecie oławskim, w gminie Domaniów.

## Podział administracyjny
W latach 1975–1998 miejscowość administracyjnie należała do województwa wrocławskiego.

## Nazwa
Nazwa wywodzi się od polskiej nazwy ryby słodkowodnej Piskorza (Misgurnus fossilis). Została ona później zgermanizowana tracąc swoje pierwotne znaczenie.
W księdze łacińskiej Liber fundationis episcopatus Vratislaviensis (pol. Księga uposażeń biskupstwa wrocławskiego) spisanej za czasów biskupa Henryka z Wierzbna w latach 1295–1305 miejscowość wymieniona jest w zlatynizownej staropolskiej formie Pyscorzow. Miejscowość została wymieniona w formie Piscerow w łacińskim dokumencie wydanym w 1349 roku we Wrocławiu przez Bolesława księcia śląskiego.
Notowano również nazwy: rok 1244: Alt Piskerow, rok 1250: Alt Peiskerau, rok 1351: Antiquum Piskerow, rok 1435: Grosen Peyskeraw, rok 1750: Gross Peiskerau i rok 1945: Piskorzów.

## Zabytki
Do wojewódzkiego rejestru zabytków wpisany jest:
- kościół poewangelicki filialny pw. św. Michała Archanioła, z XV w., przebudowany w stylu klasycystycznym w XVIII w. Wystrój wnętrza klasycystyczny, obecne są empory[9].